# Suggs Peak
Suggs Peak är en bergstopp i Antarktis. Den ligger i Västantarktis. Inget land gör anspråk på området. Toppen på Suggs Peak är 798 meter över havet.
Terrängen runt Suggs Peak är varierad. Suggs Peak är den högsta punkten i trakten. Trakten är obefolkad. Det finns inga samhällen i närheten.